# Janville, Eure-et-Loir

Janville este o comună în departamentul Eure-et-Loir, Franța. În 1 ianuarie 2018 avea o populație de 1.840 de locuitori.